# Helio HST-550
Die HST-550 Stallion (dt. Hengst) war ein STOL-Flugzeug der Firma Helio Aircraft Corporation die als HST-550A Stallion in den 1960er Jahren zugelassen wurde. Die militärische Variante der US-Luftwaffe (USAF) wurde als AU-24A Stallion bezeichnet und war ein Mini-Schützenflugzeug. Heute ist sie als Helio Stallion wieder in Produktion.

## Helio Stallion
1994 wurden ein älteres Exemplar, eine HST-550A erworben, um es zusammen mit einem anderen als Referenzmodell für die Modernisierung auszustatten und als neuen Prototyp zu verwenden. Diese Stallion erhielt eine neue Innenausstattung, moderne Fluginstrumente (Glascockpit). Sie ist nun auch mit einem Dreipunkt-Fahrwerk anstatt des Spornrades erhältlich.

## AU-24AStallion
Als Gegenmodell zur Fairchild AU-23A Peacemaker im Rahmen des „Credible Case“-Programms der US-Luftwaffe, war die AU-24A Stallion eine Weiterentwicklung des zivilen Stallion-Modells Helio H-550A Stallion. Dies war ein leichter Ausrüstungstransporter mit ausgezeichneten Kurzstart- und Lande-Fähigkeiten. Die Zertifizierung erfolgte 1965 als HST-550 und Ende 1971 wurden 15 solche Flugzeuge in Auftrag gegeben. Ziel des Programms war es, die am Vietnamkrieg beteiligten Südvietnamesen mit einem einfach zu handhabenden und zu wartenden, besonders kleinem Angriffsflugzeug auszurüsten.
Für ihre militärische Aufgabe wurde die Stallion mit fünf Außenlaststationen versehen (zwei unter jedem Flügel und eine unter dem Rumpf), ebenso mit einer Vorrichtung für ein zur Seite feuerndes, dreiläufiges 20-mm-Geschütz samt Munitionsbehälter in der Kabine sowie ein Nachtsichtgerät TVS-5. Die Evaluation und Bewertung wurde im April 1972 begonnen und trotz mehrmaligen Verschiebens im Mai desselben Jahres fertiggestellt.
Wie der AU-23A so wurde auch der AU-24A nachgesagt, sie habe nur geringe Fähigkeiten und würde nicht lange überleben. Deshalb wurden alle 15 Flugzeuge nach der Testphase zunächst auf der Davis-Monthan Air Force Base in Arizona unter freiem Himmel eingelagert. Dennoch wurden schließlich 14 Flugzeuge an die Khmer-Luftwaffe ausgeliefert.

## Militärische Nutzer
Khmer-Republik 
 Vereinigte Staaten
US Air Force

## Technische Daten
| Kenngröße                | Helio AU-24A Stallion                                         | Helio Stallion (Neu)                                                                      |
| ------------------------ | ------------------------------------------------------------- | ----------------------------------------------------------------------------------------- |
| Typ                      | drei/viersitziges Schützenflugzeug                            | STOL-Kleinflugzeug                                                                        |
| Besatzung                | 1 + 9                                                         | 1 + 9                                                                                     |
| Spannweite               | 12,50 m                                                       | 12,73 m (mit zus. Flügelendtanks)                                                         |
| Länge                    | 12,07 m                                                       | 12,07 m                                                                                   |
| Höhe                     | 2,74 m                                                        | 5,05 m (Dreibein-Fahrwerk); 2,82 m (mit Spornrad)                                         |
| Leermasse                | k. A.                                                         | 1400 kg                                                                                   |
| max. Startmasse          | 2857 kg                                                       | 2767 kg                                                                                   |
| Triebwerk                | Pratt & Whitney Canada PT6A-27                                | P&W Canada PT6A-34                                                                        |
| Antriebsart              | Turboprop                                                     | Turboprop                                                                                 |
| Antriebsleistung         | 507 kW (ca. 690 PS)                                           | 552 kW (ca. 750 PS)                                                                       |
| Propeller                | k. A.                                                         | 2,56 m (3-Blatt-Verstellpropeller)                                                        |
| Nutzlast                 | k. A.                                                         | 1361 kg                                                                                   |
| Startbahnlänge           | k. A.                                                         | 228 Meter (NHN, Normatmosphäre)                                                           |
| Steigrate                | 670 m/min                                                     | k. A.                                                                                     |
| Höchstgeschwindigkeit    | 348 km/h                                                      | k. A.                                                                                     |
| Manövriergeschwindigkeit | k. A.                                                         | 68 km/h (NHN)                                                                             |
| Reisegeschwindigkeit     | k. A.                                                         | max.: 348 km/h (3048 m Flughöhe) normal: 324 km/h (3962 m Flughöhe) Langstrecke: 259 km/h |
| Reichweite               | 716 km                                                        | 1945 km (bei 259 km/h u. 844 kg in Flügelendtanks)                                        |
| Dienstgipfelhöhe         | k. A.                                                         | 8840 Meter                                                                                |
| Bewaffnung               | ein 20-mm-Geschütz XM197 1043 kg (max., abwerfbare Außenlast) | k. A.                                                                                     |
| Nutzer                   | kambodschanische Luftwaffe                                    | k. A.                                                                                     |